# DVZ Zorgverzekeringen
DVZ Zorgverzekeringen was tot de fusie met Pro Life Zorgverzekeringen op 1 juli 2012 een van de twee Nederlandse zorgverzekeraars die vanuit een christelijke levensopvatting werkte. DVZ Zorgverzekeringen was een product van Achmea.
DVZ werd in 1923 in Katwijk opgericht onder de naam De Verpleging, als lokale vereniging voor ziekenhuisverpleging. De verpleging die in academische ziekenhuizen eerst kosteloos – dus op kosten van de overheid – werd geboden, werd vanaf 1922 aan de patiënt in rekening gebracht. Deze kosten vormden voor velen een serieuze drempel. De christelijke besturenbond, middenstandsbond en werkliedenverenigingen uit Katwijk besloten samen een vereniging voor ziekenhuisverpleging voor heel Katwijk op te richten. Deze kreeg de naam De Verpleging. In 1983 werd dit gewijzigd in DVZ (De Verpleging Ziektekostenverzekering). In 1997 sloot DVZ zich aan bij Achmea, waarbij besloten werd voort te blijven bouwen op de bestaande traditie van verzekeren vanuit een christelijke achtergrond.
DVZ richtte zich op cliënten die niet wilden meebetalen aan zaken als abortus, euthanasie en andere dingen die men ethisch niet verantwoord achtte. Wel bood DVZ alternatieven die voor hun doelgroepen wel acceptabel waren.
Op de eigen website presenteerde DVZ zich "de" zorgverzekeraar voor christelijk Nederland, destijds blijkbaar voorbijgaand aan het feit dat Pro Life Zorgverzekeringen in Amersfoort dezelfde doelgroep bediende.
DVZ werkte samen met onder meer de Nederlandse Patiëntenvereniging (NPV), het Prof.dr. G.A. Lindeboom Instituut, e.a.
Op 1 juli 2012 fuseerde DVZ met Pro Life tot Pro Life Zorgverzekeringen.